# パイスコ・ロヴェーノ
パイスコ・ロヴェーノ（伊: Paisco Loveno）は、イタリア共和国ロンバルディア州ブレシア県にある、人口約200人の基礎自治体（コムーネ）。

## 地理

### 位置・広がり

#### 隣接コムーネ
隣接するコムーネは以下の通り。括弧内のBGはベルガモ県、SOはソンドリオ県所属を示す。
- ベルツォ・デーモ
- カーポ・ディ・ポンテ
- チェルヴェーノ
- コルテノ・ゴルジ
- マロンノ
- オーノ・サン・ピエトロ
- スキルパーリオ (BG)
- セッレロ
- テーリオ (SO)

### 地震分類
イタリアの地震リスク階級 (it) では、3 に分類される
。

## 行政

### 分離集落
パイスコ・ロヴェーノには、以下の分離集落（フラツィオーネ）がある。
- Ardinghelli, Case di Bornia, Case del Longo, Grumello, Loveno, Perdonico

### 山岳部共同体
広域行政組織である山岳部共同体「ヴァッレ・カモニカ山岳部共同体」 (it:Comunità montana di Valle Camonica) （事務所所在地: ブレーノ）を構成するコムーネの一つである。